# Moutiers (Ille i Vilaine)
Moutiers (en bretó Mousterioù, en gal·ló Móstiers) és un municipi francès, situat a la regió de Bretanya, al departament d'Ille i Vilaine. L'any 2006 tenia 775 habitants. Es troba a 3 km de La Guerche-de-Bretagne, a 13 km d'Argentré-du-Plessis, a 18 km de Vitré i a 24 km de Cossé-le-Vivien.

## Demografia
| 1962                                       | 1968 | 1975 | 1982 | 1990 | 1999 |
| ------------------------------------------ | ---- | ---- | ---- | ---- | ---- |
| 583                                        | 650  | 594  | 625  | 638  | 655  |
| Des de 1962: població sense dobles comptes |      |      |      |      |      |

## Administració
| Període   | Identitat       | Partit |
| --------- | --------------- | ------ |
| 2001-2008 | Bertrand Cornée |        |
| 2008-     | Joseph Ollivier |        |